# Jamestown (Nuovo Messico)
Jamestown è una comunità non incorporata degli Stati Uniti d'America della contea di McKinley nello Stato del Nuovo Messico. La comunità è il sito del Pilot Travel Center #305, una fermata di camion di 38,000 piedi quadrati (3,500 m²). Jamestown ha il proprio ufficio postale, che si trova all'interno del centro commerciale del Pilot Travel Center; l'ufficio postale ha lo ZIP code 87347.
Jamestown è anche il sito di una raffineria di petrolio di proprietà della Western Refining. Secondo USA Today, nel 1993 la fermata per i camion e la raffineria erano gli unici due stabilimenti nella comunità.